# Robinson Borba
Robinson Antonio Vieira Borba, conhecido como Robinson Borba, é um compositor, cantor, produtor, roteirista e engenheiro nascido em 6 de Setembro de 1950 na cidade de Londrina, localizada no Norte do Paraná. 

## Música
Robinson começou na música experimentando com o violão popular. Passou a compor para festivais universitários de MPB. Suas canções, assim como as composições da maioria dos jovens compositores da época, sofriam grande influência dos nomes que estavam se consagrando nos festivais de MPB, como Caetano Veloso, Gilberto Gil e Chico Buarque de Holanda. O gosto por este universo logo se ampliou quando veio estudar em São Paulo para vestibular na USP. Era uma época de efervescência cultural: a censura e repressão da ditadura faziam com que os jovens se expressassem de maneira contestatória. Grupos eram formados pelos universitários que buscavam extravasar seus sentimentos críticos através da música e do teatro.
Imerso neste contexto, seus trabalhos musicais foram inscritos em festivais de MPB e receberam aprovação para apresentação. Sua primeira canção a participar do festival universitário foi em Londrina em 1972, com "Crisélia, My Love Estou Atabalhoado". A apresentação desta canção no festival contou com a participação de seu amigo, ainda desconhecido do grande público, Arrigo Barnabé ao piano e também de seu irmão Paulo Barnabé na percussão.
Já morando em Curitiba,, para onde tinha ido em 1970 para entrar no curso de engenharia civil na Universidade Federal do Paraná Robinson, além de continuar participando à distância do movimento cultural em Londrina, manteve contato com o meio cultural da capital curitibana, convivendo com artistas na histórica “Casa Branca” da Chave, como o poeta Paulo Leminski, o fotógrafo Orlando Azevedo, e músicos da banda A Chave, com a qual Leminski desenvolvia o projeto "Português Elétrico", em que misturava elementos do rock com poesia concreta. A apresentação de sua música "Festa", classificada para o festival universitário de Curitiba, não se concretizou pela dificuldade de ensaiar com músicos tradicionais sua inovadora mistura de baião com rock. Assim, fazendo esta ponte entre Londrina, sua cidade natal, e Curitiba, onde cursava engenharia civil, Robinson se manteve ativo, participando da vida cultural em ambas, especialmente na música, com suas composições, sempre com poéticas inovadoras.

## Vanguarda Paulista
Criando e organizando o histórico musical Na Boca do Bode em 1973 em Londrina, Robinson fortaleceu seus laços com o que viria ser o movimento "Vanguarda Paulista", que embora sediado em São Paulo, teve Londrina como o embrião dos experimentos, principalmente dos compositores Arrigo Barnabé, com Clara Crocodilo e Itamar Assumpção com sua performance em que misturava teatro às canções autorais. Em Na Boca do Bode, Robinson participou também como compositor e cantor interpretando pela primeira vez sua canção "Mente, Mente" que viria ser gravada em 1986 por Ney Matogrosso, participando da trilha do filme Cidade Oculta dirigido por Chico Botelho. Já em 1975, em Londrina, foi o criador e coordenador do musical Coração de Árvore que trazia Eliete Negreiros com participação especial entre outros nomes que viriam especialmente da USP, além de Itamar Assumpção e Arrigo Barnabé. Várias de suas canções fizeram parte deste musical, entre elas "Mente, mente", "Rita Vampiro" e "Coração de Árvore", interpretadas por Arrigo, Itamar e Eliete, pois Robinson neste musical atuaria apenas como diretor.
Depois do musical Coração de Árvore, mais uma vez Londrina era escolhida para sediar uma experiência de música cênica, utilizando 5 acordeões que desmontados permitiam a produção de acordes diferentes, além da obra de Arrigo Barnabé Clara Crocodilo que apresentada então com a narração anunciando o surgimento do monstro mutante dodecafônico, que seria a marca do compositor. Também, este concerto foi produzido por Robinson Borba em 1975, de forma independente, sem apoio, contando apenas com a cessão do Teatro Universitário para as apresentações em Londrina. Participou como aluno do Festival de Música de Curitiba de 1974 em que teve como professores Egberto Gismonti e Dori Caymmi.

## Carreira musical
Formado em engenharia civil pela UFPR, Robinson se dedicou a atuar na construção civil em sua cidade natal, ficando nesta área por cinco anos, tempo suficiente para levantar recursos para promover paralelamente a produção fonográfica que se iniciou em 1980 com o álbum Clara Crocodilo de Arrigo Barnabé. Custeado pelos recursos obtidos com sua atuação na construção civil em Londrina. Robinson produziu com recursos próprios o single "Londrina", obra de Arrigo que participando do Festival MPB de 1981 da TV Globo obteve o prêmio de melhor arranjo e projetou nacionalmente a cantora mato-grossense Tetê Espíndola. Em 1985, após suas experiências e convivência com músicos de alto nível, os quais conhecera a partir das produções citadas, Robinson Borba partiu para a produção do seu álbum autoral Rabo de Peixe com canções que havia criado desde a década de 1970, entre elas "Mente, Mente", a qual viria a ser gravada em 1986 por Ney Matogrosso, além de mostrar neste disco sua opereta dedicada a revelar sua interpretação da obra de James Barrie, Peter Pan, agora nomeada por ele Peter Pan... K!, uma ópera-rock voltada ao público adolescente.
Mais tarde em 2001, este trabalho seria montado pela escola de teatro de FUNCART, sob a direção de Silvio Ribeiro, contando com alunos adolescentes e uma banda de jovens músicos. Houve nova montagem em 2011, alcançando algumas cidades do interior paulista que receberam o espetáculo com apoio da CESP.

## Discografia
- 1984 - Rabo de Peixe
- 1984 - Peter Pan… K!
- 2024 - Cauda da Galáxia[20]

## Músicas gravadas por outros artistas
- "Coração de Árvore"- 1982 - Eliete Negreiros[21]
- "Mente, Mente" - 1986 - Ney Matogrosso
- "Mente, Mente" - 1986 - Ney Matogrosso & Arrigo Barnabé
- "Mente, Mente" - 2015 - Simone Mazzer[22]